# Цифровой сканер микропрепаратов

Цифровой сканер микропрепаратов на 1000 стекол Pannoramic 1000 FLASH IV

Цифровой сканер микропрепаратов на 1 стекло Pannoramic DESC

Цифровой сканер микропрепаратов (разг. сканер, сканер стёкол) — особый тип светового оптического микроскопа, выполняющий обработку предметных стёкол путём получения фотографий большого разрешения и последующего их сохранения в виде интерактивного изображения. Применяется для получения цифровых копий окрашенных и заключённых под предметное стекло гистологических и цитологических микропрепаратов. При этом, не следует путать цифровой сканер микропрепаратов с растровым электронным микроскопом.

## Область применения цифровых сканеров микропрепаратов
Цифровые сканеры микропрепаратов являются продвинутыми инструментами цифровой патологии и виртуальной микроскопии. Полученное с помощью цифрового сканера микропрепаратов интерактивное изображение позволяет пользователю имитировать работу с оптическим микроскопом на компьютере, просматривая микропрепарат целиком на необходимом увеличении. Это обстоятельство имеет решающее значение в развитии виртуальной микроскопии: точная диагностика возможна только при ознакомлении со всем объёмом исследуемого материала.
До появления цифровых сканеров микропрепаратов в цифровой патологии и виртуальной микроскопии использовались передача статичных микрофотографий, а также видеозапись или трансляция (ручная или роботизированную) изображения при помощи камеры микроскопа.
Использование цифровых микропрепаратов:
- открывает возможность копирования и передачи снимков исследуемых материалов;
- решает проблему утраты препаратов (таких как порча от времени или изъятие стёкол по запросу пациента), позволяя организовать архив цифровых препаратов;
- позволяет использовать интерактивные элементы, в виде указателей или текста, чтобы наглядно выделить область интереса на изображении;
- открывает возможность качественного и количественного анализа изображения для проведения морфометрии, подсчёта сигналов при проведении FISH, анализа иммуногистохимических реакций;
- открывает возможность трансляции снимков в рамках телеконференций;
- упрощает внешнее консультирование для получения второго мнения;
- может быть интегрировано в лабораторную и госпитальную информационные сети;
- упрощает организацию удалённых рабочих мест.

Для организации дистанционных консультаций, конференций, обучения или контроля качества используются соответствующие web-технологии. Многие существующие цифровые архивы и дискуссионные площадки для патологоанатомов предоставляют возможность просмотра цифровых микропрепаратов непосредственно из браузера. Для просмотра цифровых копий микропрепаратов на персональных и планшетных компьютерах и смартфонах используется специальное программное обеспечение. Некоторые программы просмотра имеют модули для качественной и количественной оценки изображения.

## Режимы работы цифровых сканеров
Цифровые сканеры представляют собой устройства для светлопольной микроскопии проходящего света, флуоресцентной и конфокальной методик. В зависимости от модели комбинации доступных типов исследования могут варьироваться.
Светлопольное сканирование — получение изображения, аналогичного для микроскопа проходящего света. Изображение передаётся непосредственно в камеру прибора, получение же изображений более чем одного поля зрения достигается путём автоматизированным перемещением микропрепарата или камеры. Привычных для рутинного микроскопа окуляров цифровые сканеры микропрепаратов, как  правило, не имеют, просмотр изображения в «живом режиме» доступен с монитора управляющего компьютера.
Флуоресцентное сканирование — получение изображения, аналогичного для микроскопа отражённого света. Цифровые сканеры, способные выполнить флуоресцентное сканирование, оснащены специальным источником света для возбуждающего светового потока, дихроическими фильтрами и монохромной камерой высокого разрешения. Исследование выполняется без применения иммерсионного масла и затемнения помещения (цифровые сканеры обычно закрытого типа).
Существуют приборы, объединяющие в себе несколько режимов работы, а также использующие технику конфокальной микроскопии для получения большей контрастности изображения.

## Методики сканирования
По принципу сканирования цифровые сканеры микропрепаратов подразделяются на две группы: панорамирование и линейное сканирование. При панорамировании  результирующее изображение образуется путём программной сшивки нескольких полей зрения, при линейном сканировании — изображение  формируется  сразу попиксельно за счёт использования линейной TDI матрицы. Отсканированные на современных устройствах цифровые препараты являются примерно одинаковыми по качеству.

## Основные производители цифровых сканеров микропрепаратов
- KFBIO - Китай
- 3DHistech — Венгрия
- Leica — США
- Omnyx / GE — США
- Hamamatsu — Япония
- Olympus — Япония
- Roche — Швейцария
- Philips — Нидерланды